# 亞斯諾霍羅德卡 (維什霍羅德區)
亞斯諾霍羅德卡是位於烏克蘭北部的村莊，由基辅州维什霍罗德区的德梅爾市鎮負責管轄。該村面積3.4平方公里，海拔高度103米，2001年人口585，人口密度每平方公里172.1人。